# Snaresbrook (metrostation)
Snaresbrook is een station van de metro van Londen aan de Central Line. Het metrostation, dat in 1856 is geopend, ligt in de plaats Snaresbrook. In 1947 begon de dienstregeling op de Central Line.

## Geschiedenis
Het station werd geopend op 22 augustus 1856 als onderdeel van de zijtak van de Eastern Counties Railway (ECR) van Stratford naar Loughton. De ECR werd in 1861 onderdeel van de Great Eastern Railway (GER). Het station werd gedeeltelijk verbouwd in 1893, met als opvallenste wijziging de bouw van twee kopsporen die in gebruik bleven tot de overname door de metro. Door de spoorwegreorganisatie in 1923 ging de GER op in de London and North Eastern Railway (LNER).
In 1933 werd het openbaar vervoer in Londen genationaliseerd in de Londen Passenger Transport Board (LPTB). LPTB kwam met het New Works Programme 1935-1940 om knelpunten in het metronet aan te pakken en nieuwe woonwijken op de metro aan te sluiten. Omdat LNER geen geld had om de voorstadslijn te elektrificeren voorzag het New Works Programme in de integratie van de lijn in het metronet. Door het uitbreken van de Tweede  Wereldoorlog werden de werkzaamheden voor de ombouw van de lijn in 1939 opgeschort. In 1946 hervatte de LNER de ombouw en op 14 december 1947 was de elektrificatie bij Snaresbrook gereed en ging het station over naar de Central Line. Hierbij kreeg het station ook zijn oorspronkelijke naam terug nadat er in de loop der jaren verschillende verwijzingen naar Wanstead waren gebruikt; Snaresbrook for Wanstead in 1857; Snaresbrook and Wanstead in november 1898 en Snaresbrook for Wanstead in 1929.

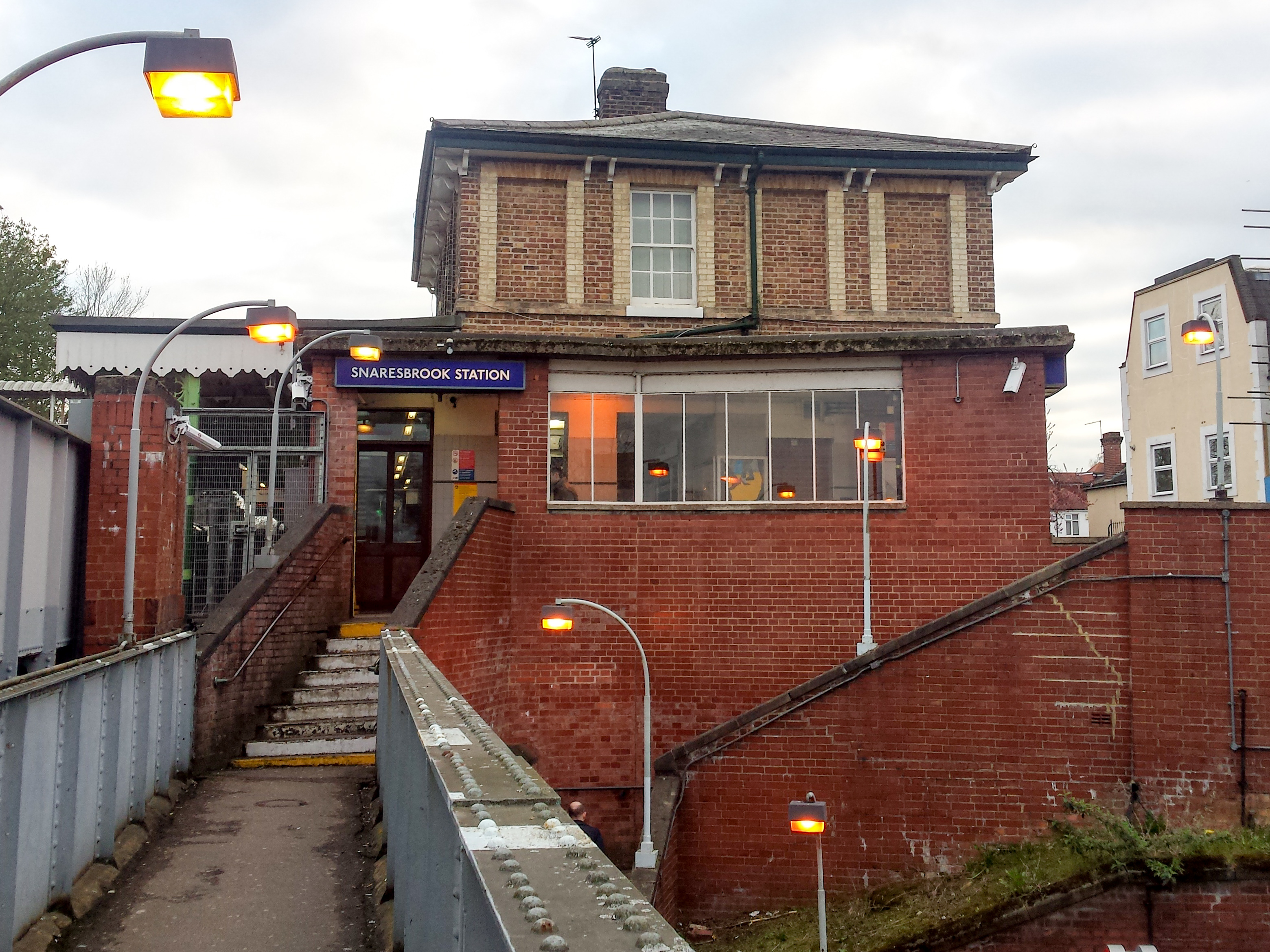
De noordgevel van het station gezien vanaf de brug over de High Street.
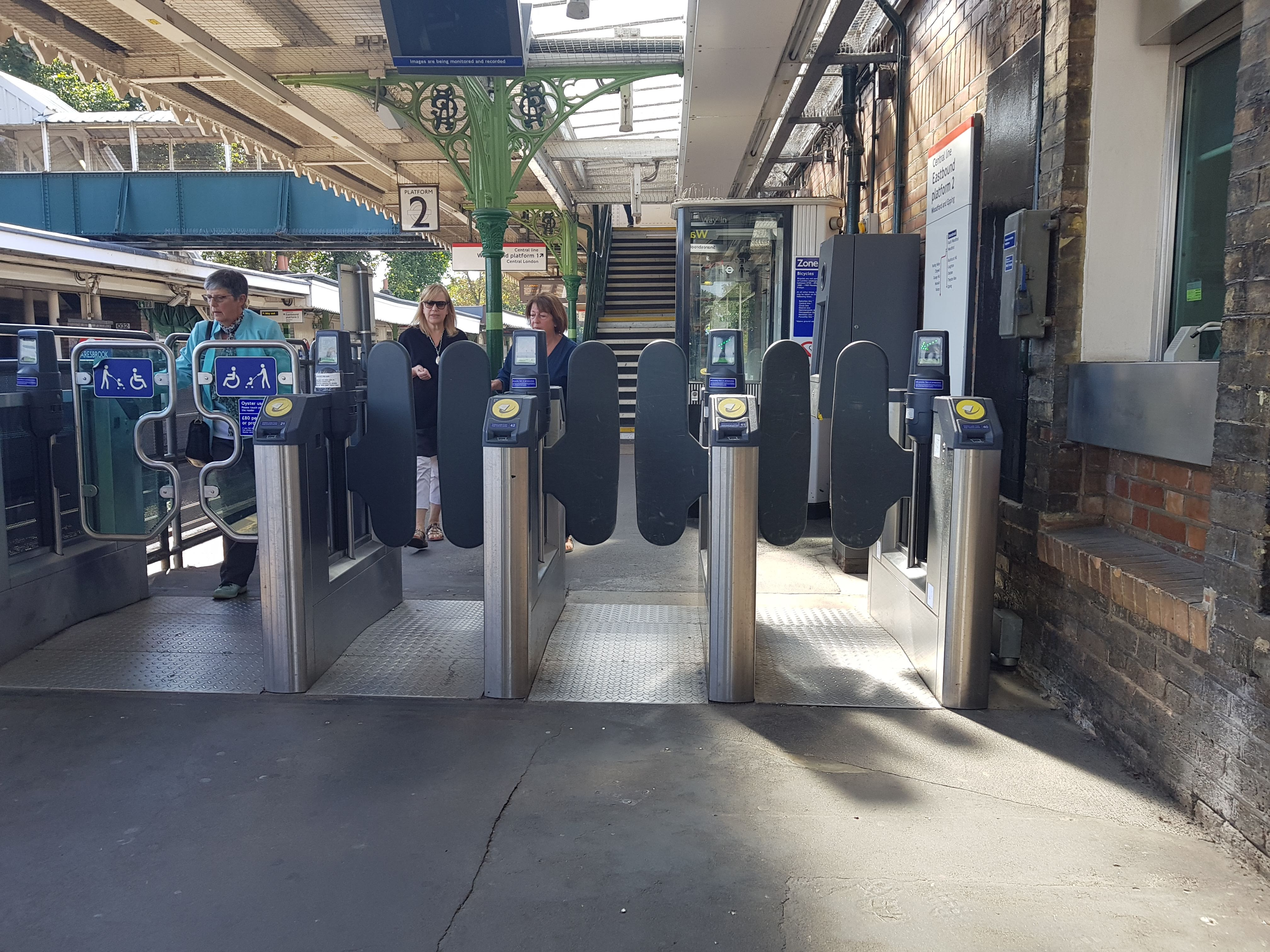
De toegangspoortjes en op de achtergrond de trappen en loopbrug naar het oostelijke perron.
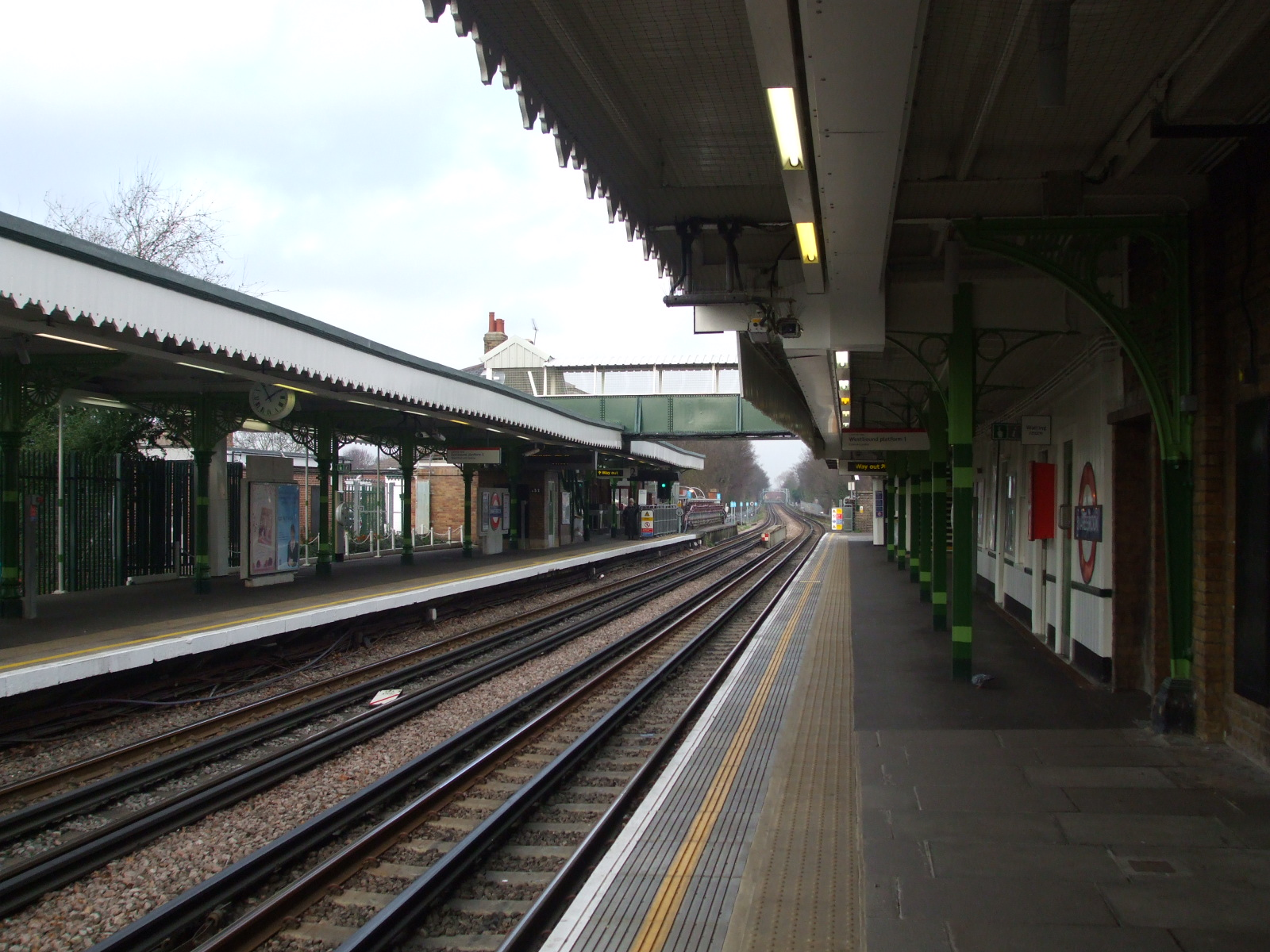
Sporen en perrons met Victoriaanse perronkappen gezien uit het zuiden.

## Ligging en inrichting
Het station is een goed bewaard voorbeeld van een Victoriaans station in de voorsteden, met latere toevoegingen, en omvat een bakstenen stationsgebouw en uitgebreide gietijzeren en houten luifels boven de perrons. Een klein secundair loket bij het perron voor de metro's naar de stad werd in 1948 gebouwd maar is niet meer in gebruik. Ook opvallend zijn de betonnen rondellen (sommige gecombineerd met lantaarnpalen) uit dezelfde tijd die op de perrons te vinden zijn.
In 2018 werd aangekondigd dat het station tegen 2023–24 rolstoeltoegankelijk zou zijn als onderdeel van een project van £ 200 miljoen om het aantal rolstoeltoegankelijke stations op de metro te vergroten.
Naast het hoofdgebouw is er een alternatieve uitgang die open is tijdens de ochtendspits direct aan de zuidkant van Wanstead High Street, dezelfde toegang is de hele dag bereikbaar via een trap aan de noordkant van dezelfde weg en een voetgangersbrug die parallel loopt aan de metrolijn.